# Да пробудиш драконче
„Да пробудиш драконче“ е първата издадена книга на българския писател Николай Теллалов.
Писана през 1996 г., през 1998 г. книжката вижда бял свят, с помощта и подкрепата на Николай Светлев и издателство „Светра“.
- През 2000 г. на книгата е отредено II място в класацията „Фантастична книга на десетилетието 1990 – 1999“.
- През 2001 г. е преиздадена от ИК „Квазар“.
- През 2009 г. излиза третото издание на „Драконче“ от Фондация Човешката библиотека.

С „Драконче“ Николай Теллалов започва поредицата за змейовете и хората, чийто истории са развити и в следващите му романи Царска заръка, Пълноземие и Слънце недосегаемо.
Жанрът на книгата е определян като фентъзи, фолклорно фентъзи и дори криминале. Самият автор я нарича „истинска приказка“.
Във второто издание на романа Николай Теллалов пише:
| „ | За продълженията на „Драконче“, които изобщо не се предвиждаха, но изкушението взе връх и доведе до появата на „Царска заръка“ и „Пълноземие“, които за себе си определям като първа ВТОРА книга и втора ВТОРА книга. Логиката на тези чудати подзаглавия е, че действието в двата романа е успоредно и почти независимо от гледна точка на развитието на сюжета – всеки от тях е пряко продължение на „Да пробудиш драконче“. И накрая, последната, ТРЕТА книга, ще се казва „Слънце недосегаемо“ и може би завършването ѝ ще ме убеди, че змейската тема е окончателно изчерпана... но нека не се заричам. | “ |

| „ | Някога змейовете живеели на земята сред нас – знаем от народните приказки. Били крилати, с блестящи люспи, които огрявали всичко наоколо като слънцето. Ходели дори по седенки и там се задявали с момите. Имало ли война, змейовете ставали невидими и също тръгвали да се бият. На която страна помагали, тя побеждавала. Но с появата на барута змейове, самодви и таласъми един по един се изгубили. Може и да са оцелели нейде, ала много надалеч, и до наши дни никой не ги бе срещал, ни виждал... ...до 19 май 1996 година, когато едно змейско дете... | “ |